# Tiagabine
Tiagabine (tên thương mại Gabitril) là một loại thuốc chống co giật do Cephalon sản xuất được sử dụng trong điều trị bệnh động kinh. Thuốc cũng được sử dụng ngoài nhãn hiệu trong điều trị rối loạn lo âu và rối loạn hoảng sợ.

## Sử dụng trong y tế
Tiagabine được Cơ quan Quản lý Thực phẩm và Dược phẩm Hoa Kỳ (FDA) phê chuẩn là một phương pháp điều trị bổ trợ cho các cơn động kinh một phần ở những người từ 12 tuổi trở lên. Nó cũng có thể được bác sĩ kê toa ngoài nhãn hiệu để điều trị rối loạn lo âu và rối loạn hoảng sợ cũng như đau thần kinh (bao gồm đau cơ xơ hóa). Đối với chứng lo âu và đau thần kinh, tiagabine được sử dụng chủ yếu để tăng cường các phương pháp điều trị khác. Tiagabine có thể được sử dụng cùng với các chất ức chế chọn lọc tái hấp thu serotonin, chất ức chế tái hấp thu serotonin-norepinephrine, hoặc benzodiazepin vì lo âu, hoặc thuốc chống trầm cảm, gabapentin, thuốc chống co giật khác, hoặc opioid cho đau thần kinh.

## Tác dụng phụ
Tác dụng phụ phổ biến nhất của tiagabine là chóng mặt. Các tác dụng phụ khác đã được quan sát với tỷ lệ có ý nghĩa thống kê liên quan đến giả dược bao gồm suy nhược, buồn ngủ, hồi hộp, suy giảm trí nhớ, run, nhức đầu, tiêu chảy và trầm cảm. Các tác động bất lợi như nhầm lẫn, mất ngôn ngữ (khó nói rõ ràng)/nói lắp và dị cảm (cảm giác ngứa ran ở tứ chi của cơ thể, đặc biệt là tay và ngón tay) có thể xảy ra ở liều cao hơn của thuốc (ví dụ: trên 8   mg/ngày). Tiagabine có thể gây co giật ở những người không bị động kinh, đặc biệt nếu họ đang dùng một loại thuốc khác làm giảm ngưỡng động kinh. Có thể tăng nguy cơ rối loạn tâm thần khi điều trị bằng tiagabine, mặc dù dữ liệu là hỗn hợp và không có kết luận. Tiagabine cũng có thể can thiệp vào nhận thức màu sắc trực quan.

## Quá liều
Tiagabine quá liều có thể sản xuất các triệu chứng thần kinh như hôn mê, một hoặc nhiều cơn co giật, tình trạng động kinh, hôn mê, lú lẫn, kích động, run, chóng mặt, dystonias/điệu bất thường, và ảo giác, cũng như ức chế hô hấp, nhịp tim nhanh, tăng huyết áp, và hạ huyết áp. Quá liều có thể gây tử vong đặc biệt là nếu nạn nhân bị suy hô hấp nặng và/hoặc không đáp ứng.

## Dược lý
Tiagabine làm tăng mức amino acid-aminobutyric (GABA), chất dẫn truyền thần kinh ức chế chính trong hệ thần kinh trung ương, bằng cách chặn chất vận chuyển GABA 1 (GAT-1), và do đó được phân loại là chất ức chế tái hấp thu GABA (GRI).